# Čchi Kuang-pchu
Čchi Kuang-pchu (* 20. října 1990 Sü-čou, Čína) je čínský akrobatický lyžař-skokan.
S akrobatickými skoky začínal v 10 letech v Čchang-čchunu. V čínské reprezentaci se pohybuje od roku 2006. V roce 2010 uspěl při čínské olympijské nominaci pro účast na olympijských hrách ve Vancouveru, kde obsadil ve finále 7. místo. Svůj první závod světového poháru vyhrál v sezoně 2010/11 a stal se celkovým vítězem světového poháru v akrobatických skocích. Úspěšnou sezonu 2010/11 završil druhým místem na mistrovství světa v Deer Valley. V roce 2013 se stal mistrem světa v akrobatických skocích v norském Vossu. Na olympijských hrách v Soči obsadil 4. místo, když při závěrečném skoku nezvládl dopad. Na mistrovství světa v rakouském Kreischbergu v roce 2015 obhájil titul mistra světa. V sezóně 2016/17 se stal podruhé vítězem celkového hodnocení světového poháru. V roce 2018 na olympijských hrách v Pchjongčchangu nezískal za svůj druhý finálový skok dostatek bodů a obsadil 7. místo.